# Morangis (Essonne)
Morangis é uma comuna francesa localizada a dezoito quilômetros ao sul de Paris, no departamento de Essonne na região da Ilha de França.
Anteriormente conhecida como Louans, o lugar foi muito compartilhado entre nobres parisienses e congregações religiosas e ocupado pelos produtores de vinho e horticultores. Servida no final do século XIX pelo Arpajonnais, o território foi loteado desde o período entre as duas guerras antes que só foi desenvolvida uma importante zona de atividade em favor da abertura da auto-estrada A6. Com uma população multiplicada por dois em quarenta anos, é no início do século XXI uma comuna residencial e industrial participando da vitalidade econômica do noroeste essonnien.
Seus habitantes são chamados Morangissois.

## Geografia

### Comunas limítrofes
A comuna ocupa um território que se estendia do norte ao sul, relativamente paralelo ao de seus vizinhos, que são Chilly-Mazarin ao oeste e ao noroeste e Paray-Vieille-Poste ao leste e ao nordeste, Wissous ao norte, Longjumeau ao sudoeste, e Savigny-sur-Orge ao sul e ao sudeste.

### Transportes
A cidade de Morangis é atravessada no extremo sul de seu território por um curto trecho da auto-estrada A6 sem no entanto dispor de trevo próprio. O centro da cidade é atravessado historicamente pela rota departamental 118, chamada "route de la Seine", porque ela leva a ele, ela foi apelidado de desvio servindo como anel viário pelo norte com a mesma numeração. Do centro da cidade parte também a Estrada departamental 167 que junta ao sul Savigny-sur-Orge e estrada departamental 25. Essas estradas de importância local são tomadas por linhas regulares de ônibus da rede de ônibus RATP com as linhas 297, 299, 399 e 492. Nenhuma estação está presente no território, a mais próxima é a de Chilly-Mazarin na linha C do RER. No extremo norte do território, 2,4% do território do Aeroporto de Paris-Orly está localizado nos terrenos da comuna sem qualquer tipo de instalação seja construída, a comuna também está localizada a trinta e sete quilômetros a sudoeste do Aeroporto de Paris-Charles de Gaulle.

## Toponímia
O lugar foi chamado Louans antes de 1693 e a mudança de nome obtidos pelo local, senhor Jean-Jacques de Barillon. A cidade foi fundada em 1793 com o seu nome atual.

## História

### As origens
O lugar foi mencionado pela primeira vez em 1175 sob o nome de Louans. Uma primeira igreja foi construída no século XII.

### Agricultura e senhorio

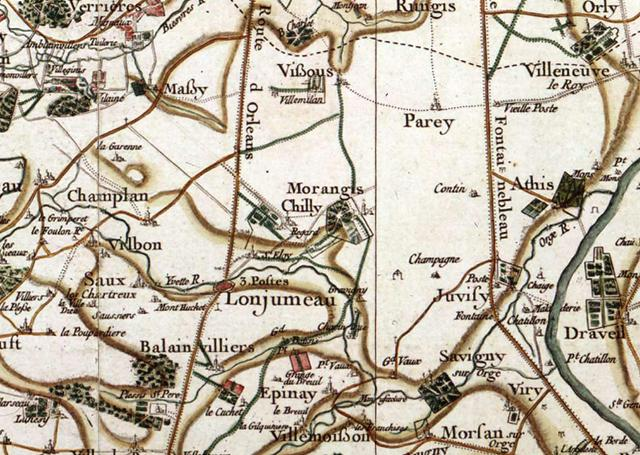
Mapa da área de Morangis no século XVII por Cassini.

Em 1551, a igreja paroquial foi abençoada pelo bispo Nicolas Boucher. No século XVI, o lugar ocupado por produtores e horticultores foi adquirida pelos nobres parisienses. No início do século XVII, Antoine Bradan, Mestre de hotel do rei e capitão do regimento de Champanhe construiu o castelo de Saint-Michel. Em 1693, o senhor do lugar Jean-Jacques de Barillon, Chanceler da França, fez alterar o nome de Louans em Morangis, do nome da vila de propriedade de seu tio Jean-Paul de Barillon, embaixador da França na Inglaterra. Em 1701 construiu o castelo de Louans. Em 1735, o domínio voltou para Jean Masson de Plissay, Secretário do rei.
Em 22 de julho de 1789, o senhor de Morangis Joseph François Foullon foi uma das primeiras vítimas da Revolução Francesa, sendo enforcado com o seu genro Louis Bénigne François Berthier de Sauvigny.

### Congregações religiosas e desenvolvimento
Em 1850, a congregação de Notre-Dame-de-Lorette, abriu uma casa de repouso e depois um orfanato na maison du Désert. Em 1868, o château de Saint-Michel tornou-se uma pensão e depois em 1878 um orfanato dirigido pela congregação de Notre-Dame-des-Anges até 1975. Em 1875 foi construída a primeira prefeitura-escola. Em 1889, a escola foi inaugurada no lugar do orfanato du Désert. Em 1894, a inauguração da linha de bondes do Arpajonnais permitiram aos produtores da comuna de acessar facilmente às Halles de Paris.
Em 1921 foram construídos os primeiros loteamentos residenciais da comuna. Em 1924, as Irmãs de São Vicente de Paulo abriram uma casa de convalescença, transferidos para as dominicanas em 1954 até sua aquisição pela comuna em 1995. Em 1930 abriu uma fábrica de tijolos industrial. Em 1931 foi inaugurado o grupo escolar Louis Moreau. Em 1936, a Sociedade de Transportes Públicos da Região Parisiense substituiu o Arpajonnais por um serviço de ônibus. Durante a Segunda Guerra Mundial, os nazistas ocuparam o castelo de Louans e o incendiaram antes da sua partida. Em 24 de agosto de 1944, a 2ª divisão blindada liberou a comuna.
Em 1958, foi inaugurada a atual prefeitura, em 1960 foi inaugurada a auto-estrada A6, em 1961 o Aeroporto de Paris-Orly e depois a partir de 1963 se desenvolveu a zona de atividades comunal. Em 1976, a comuna selou uma geminação com Plaidt na Alemanha, seguido em 1994 por Chard, em 1998 por Lézardrieux e em 2006 por Pechão.

## Demografia

### Geminação
Morangis desenvolveu associações de geminação com:
- Bedonia (Itália), em italiano Bedonia, localizada a 728 km[18].
- Chard (Inglaterra), em inglês Chard, localizada a 451 km[19].
- Lézardrieux (França), em francês Lézardrieux localizada a 400 quilômetros[20].
- Pechão (Portugal), localizada a 1 535 km[21].
- Plaidt (Alemanha), em alemão Plaidt, localizada a 411 quilômetros[22].

Ela também desenvolveu uma parceria com Imerina Imady em Madagáscar desde 2007.

## Cultura local e património

### Patrimônio ambiental

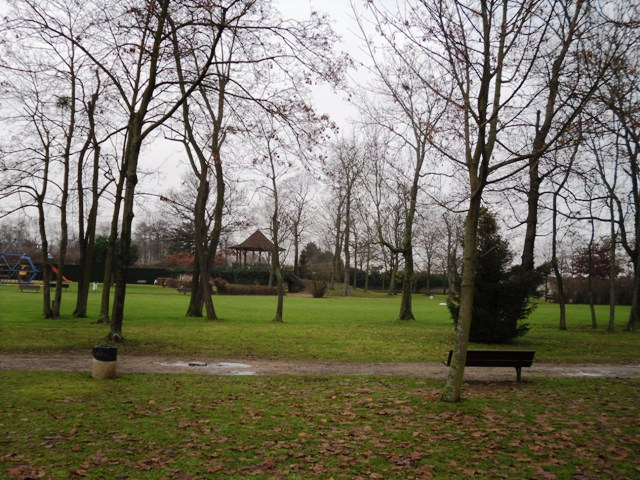
O Parc Saint-Michel.

A comuna tem em seu território diversas parques e praças, incluindo o grande Parc Saint-Michel, Parc de la Galande, as praças Lavoisier, Plaidt e Chard, ela foi recompensada por uma flor no concurso das cidades e aldeias floridas e depois duas flores da lista de 2011. Uma parte do parc Saint-Michel e toda a planície agrícola para o norte do território foram classificadas como espaços naturais sensíveis, pelo Conselho geral de Essonne.

### Patrimônio arquitetônico

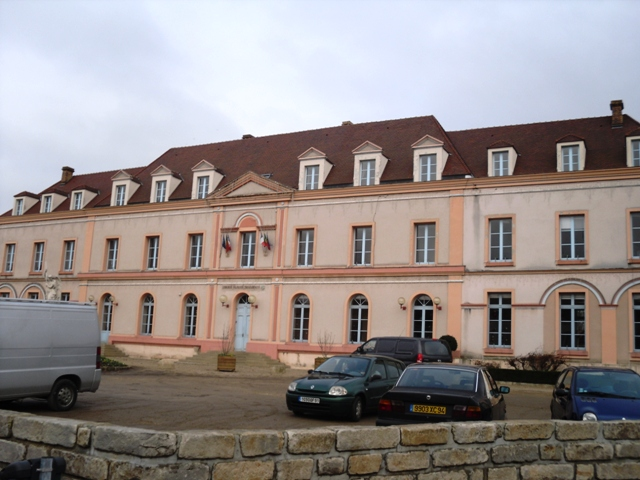
O Castelo de Saint-Michel.

Nenhum edifício morangissois tem sido objeto de uma classificação ou de proteção especial. O patrimônio contém no entanto a igreja Saint-Michel datada do século XVI, o castelo de Saint-Michel foi construído no século XVII como o quiosque implantado no parque e a maison du Désert vizinha.

### Patrimônio gastronômico
O fabrico da pâtisserie Ladurée e de seus célebres macarons se situa na Avenue des Froides Bouillies.

### Personalidades ligadas à comuna

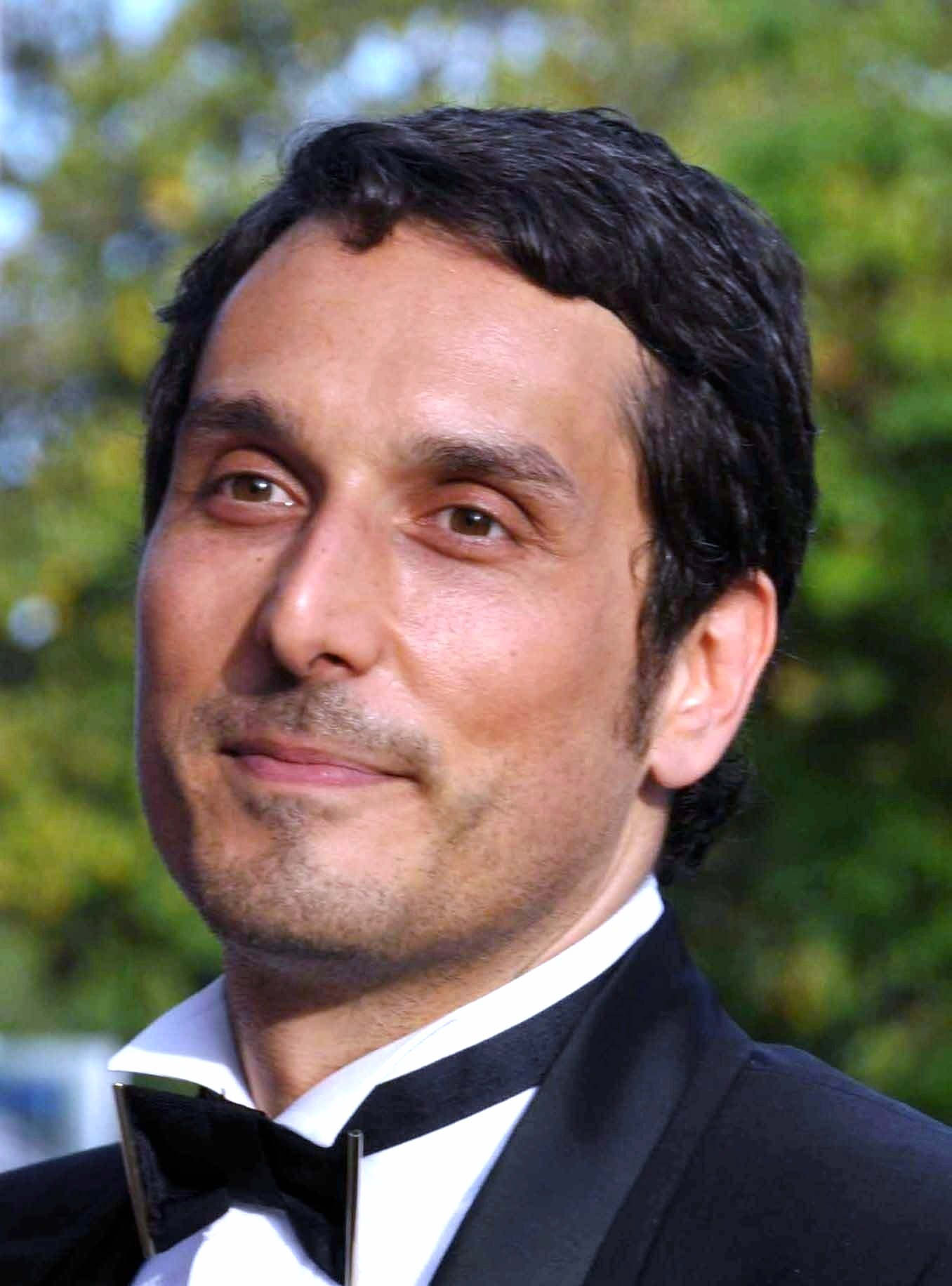
Vicent Elbaz.

Várias figuras públicas nasceram, morreram ou viveram em Morangis:
- Antoine Barillon de Morangis (1599-1672), político, foi senhor de Morangis.
- Joseph François Foullon (1715-1789), aristocrata e estadista foi senhor.
- Vincent Elbaz (1971-), ator.